# Canal de cloruro CLIC3
El canal de cloruro CLIC3 o bien proteína 3 del canal intracelular de cloruro es una proteína que en humanos está codificada por el gen CLIC3 que está ubicado en la banda 34.3 del brazo largo del cromosoma 9. Esta proteína forma parte de un grupo de canales de cloruros, los cuales son un conjunto diverso que regulan los procesos celulares fundamentales, incluida la estabilización del potencial de membrana celular, el transporte transepitelial, el mantenimiento del pH intracelular y la regulación del volumen celular. El canal intracelular de cloruro 3 es un miembro de la familia p64 y se localiza predominantemente en el núcleo, estimulando la actividad del canal de iones cloruro. Además, esta proteína puede participar en el control del crecimiento celular, basándose en su asociación con ERK7, un miembro de la familia de las MAP quinasas.